# Olímpics
Els Olímpics fou el grup de dotze grans déus que formaven el consell suprem de l'Olimp. Aquests es reunien ocasionalment quan Zeus els convocava o en ocasions especials. Eren, alhora, invocats per tal de donar suport a les decisions polítiques del humans i per solucionar conflictes mitjançant judicis.
Aquest grup estava liderat per Zeus i la seva dona i germana Hera, i també hi formaven part Posidó, Demèter, Hèstia, Atena, Apol·lo, Àrtemis, Hermes, Ares, Afrodita i Hefest.
Els romans adoptaren amb facilitat aquesta formació gràcies al precedent dels dii consentes, d'origen etrusc, que era també un consell de dotze déus al qual se supeditaven totes les altres divinitats.

## Els dotze olímpics
La primera referència antiga de llurs cerimònies religioses es troba a l'himne homèric a Hermes. El culte grec dels dotze olímpics es remunta al segle vi aC a Atenes i probablement no té precedents a l'època micènica. L'altar dels dotze olímpics a Atenes es data generalment a l'arcontat de Pisístrat el Jove, el 522/521 aC.
El concepte de "dotze déus" és més antic que qualsevol de les fonts gregues o romanes actuals i és probable que el seu origen sigui a Anatòlia. Malgrat això, a la cultura de l'Antiga Grècia, els «Déus de l'Olimp» i els «cultes als dotze déus» eren sovint conceptes relativament diferents.
Així mateix, per la seva rellevància, els olímpics apareixen en multitud d'obres literàries i representacions artístiques, entre les quals hi ha un ampli consens en comptabilitzar en dotze el conjunt de divinitats. Malgrat això, no existeix un únic llibre de referència, sinó que hi ha infinitat de textos, mites i obres produïdes per diferents autors que presenten aquest panteó. És per aquest motiu que les seves identitats poden no coincidir en cada obra.
De la mateixa manera que passa en altres aspectes i elements de la mitologia, el nombre i la identitat dels déus que habitaven al Mont Olimp (conegut com a «Consell dels déus») és imprecís segons la tradició. Com s'ha mencionat anteriorment, sembla que el seu nombre era dotze, i aquest podria ser-ne el llistat original: Zeus, Hera, Posidó, Afrodita, Ares, Atena, Hermes, Apol·lo, Àrtemis, Hefest, Demèter i Hèstia. Malgrat això, com hi ha infinitat d'obres diferents, diversos investigadors es refereixen al grup dels déus de l'Olimp amb més de dotze integrants.
Zeus, Hera, Posidó, Ares, Hermes, Hefest, Afrodita, Atena, Apol·lo, Àrtemis i Demèter són sempre considerats déus olímpics. Per l'altre banda, Hades, Hèstia i Demèter eren, entre d'altres, algunes de les divinitats que apareixien en algunes obres de forma recurrent. Malgrat això, Dionís va rellevar Hèstia i Hades no va ser considerat déu de l'Olimp, en molts casos, degut a les diferències amb els seus germans. Persèfone passava la tercera part de l'any a l'inframón (provocant així l'hivern) i se li permetia tornar a l'Olimp durant els restants vuit mesos perquè pogués estar amb la seva mare, Demèter però no era deessa de l'Olimp només hi anava de visita a veure Demèter. I, tot i que Hades sempre fou un dels principals déus grecs, la seva llar al món subterrani dels morts feia la seva relació amb els olímpics més delicada. Per aquesta raó, generalment no se l'ha inclòs en aquesta llista, tot hi haver-hi excepcions. No tenia un seient al panteó atès que passà gairebé tot el seu temps a l'inframón, on n'era el rei.
Herodor d'Heraclea inclogué al seu Dodekatheon les deïtats següents: Zeus, Hera, Posidó, Hermes, Atena, Apol·lo, Alfeu, Cronos, Rea i les Càrites. Heròdot també inclou Hèracles com un dels dotze. Llucià també inclou Hèracles i Asclepi com membres dels dotze, sense detallar quins dos déus hagueren de cedir llur lloc. A l'illa de Cos, Hèracles i Dionís s'afegeixen als dotze i Ares i Hefest són oblidats. Tanmateix, Píndar, la Biblioteca d'Apol·lodor i Herodor d'Heraclea discrepen amb això. Per a ells, Hèracles no és un dels dotze déus, sinó el que establí el seu culte. Hebe, Hèlios, Eros, Selene i Persèfone són uns altres déus i deesses importants que de vegades s'inclouen al grup dels dotze. Eros es representa sovint afegit als dotze, especialment amb la seva mare Afrodita, però és estrany que se'l consideri com un dels olímpics.

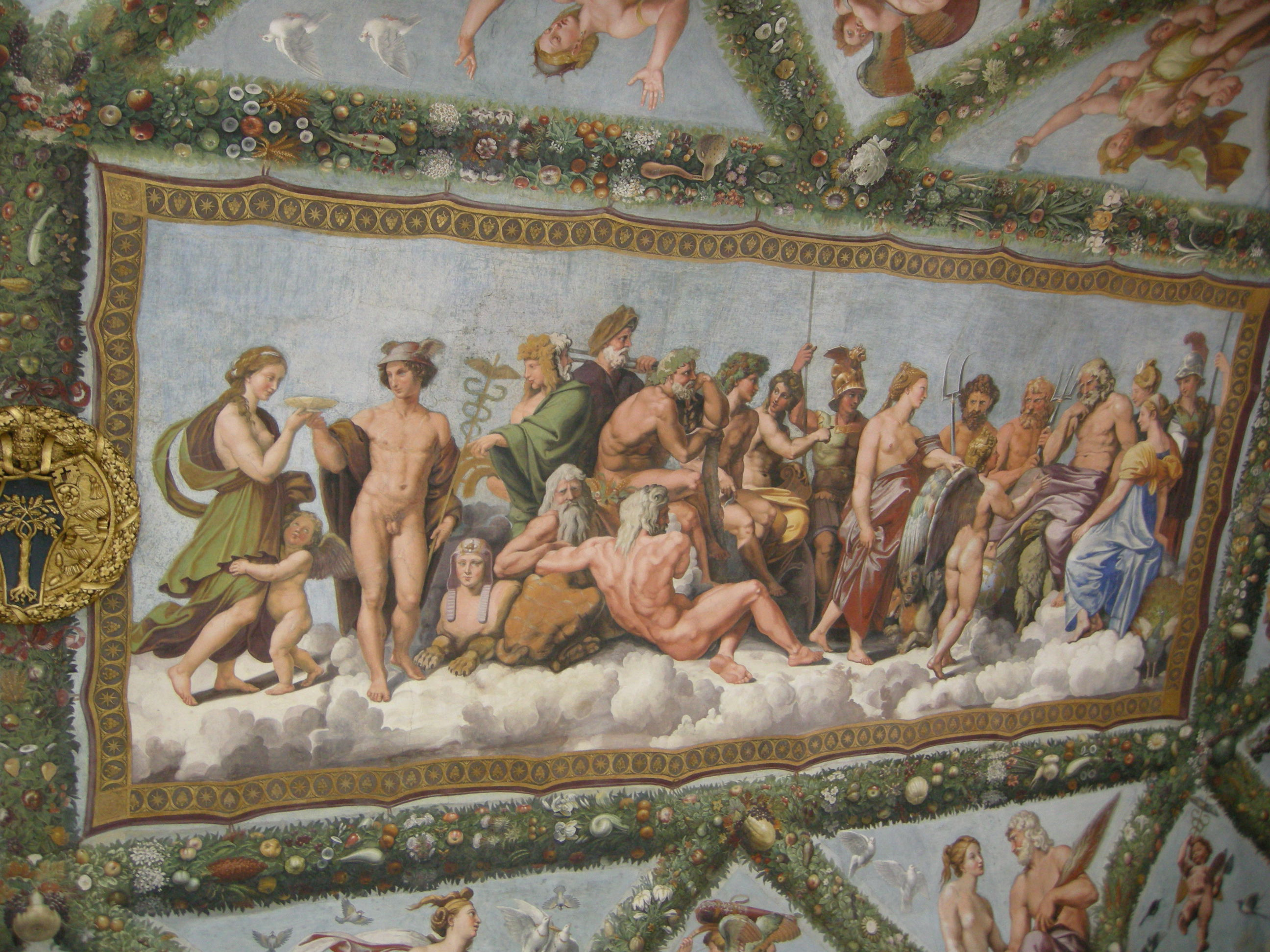
Loggia di Psiche, 1518-19, fresc de Rafael. A la imatge, secció del sostre on es representa el concili dels déus, principalment els dotze olímpics, rebent a Psique.

Degut a aquestes variacions, alguns artistes i investigadors han fet llistats que van més enllà dels dotze déus. Raffael Sanzio, per exemple, en el seu fresc Loggia di Psiche, fa que apareguin setze figures; Zeus, Hera, Atena, Àrtemis, Posidó, Hades, Eros, Demèter, Ares, Dionís, Apol·lo, Afrodita, Hèracles, Hefest, Janus i Hermes.

## Llista de divinitats

### Olímpics clàssics
Els dotze déus i deesses que figuren entre els dotze amb més freqüència. Entre els quals, Zeus, Hera,Posidó, Ares, Hermes, Hefest, Afrodita, Atena, Apol·lo i Àrtemis.
| Nom grec | Nom romà | Imatge | Descripció | Generació                   |
| -------- | -------- | ------ | --- | --------------------------- |
| Zeus     | Júpiter  |        | Rei dels déus i governant del mont Olimp; déu del cel i del tro. Fill menor dels titans Cronos i Rea. Els seus símbols inclouen el llamp, l'àguila, el roure, el ceptre i la balança. Germà i espòs d’Hera, tot i que va tenir nombroses amants, tant entre les deesses com entre les mortals. | Primera                     |
| Hera     | Juno     |        | Reina dels déus i deessa del matrimoni i la família. Filla menor de Cronos i Rea. Esposa i germana de Zeus. Els seus símbols inclouen el paó, la magrana, la corona, el cucut, el lleó i la vaca. Com a deessa del matrimoni, sovint busca venjança contra les amants de Zeus i els seus fills. | Primera                     |
| Posidó   | Neptú    |        | Senyor dels mars, dels terratrèmols i dels cavalls. Els seus símbols inclouen el cavall, el toro, el dofí i el trident. Fill mitjà de Cronos i Rea. Germà de Zeus i Hades. Casat amb la nereida Amfitrite, tot i que, com la majoria de déus grecs masculins, va tenir amants d’ambdós sexes. | Primera                     |
| Apol·lo  | Febo     |        | Déu de la música, les belles arts, la llum, el sol, la medicina, la bellesa, el coneixement, la poesia, la profecia i el tir amb arc. Els seus símbols inclouen el sol, la lira, l’arc i les fletxes, el corb, el dofí, el llop, el cigne i el ratolí. Fill menor de Zeus i Leto, i germà bessó d'Àrtemis. Líder de les Muses inspiradores. Va tenir moltes amants, tant deesses com mortals, i una llarga llista de descendents. | Segona                      |
| Atena    | Minerva  |        | Deessa verge de la saviesa, l'artesania, la defensa i la guerra estratègica. Els seus símbols inclouen l'òliba i l'olivera. Filla de Zeus i de l'oceànide Metis, va sorgir completament adulta i armada del cap del seu pare després que aquest s’empassés la seva mare. | Segona                      |
| Afrodita | Venus    |        | Deessa de l'amor, la bellesa i el desig. Els seus símbols inclouen el colom, els ocells, la poma, l’abella, el cigne, el murtra i la rosa. El seu nom prové del grec ἀφρός (afros, ‘escuma’), perquè va sorgir de l’escuma del mar quan la sang d’Urà va caure sobre la terra i el mar després de ser castrat pel seu fill Cronos. Altres mites la presenten com a filla de Zeus i de l’oceanide Dione. Casada amb Hefest, però va tenir moltes relacions amb amants, especialment amb Ares, amb qui va tenir vuit fills, entre ells Eros. El seu nom ens ha donat termes com «afrodisíac» i, pel seu equivalent romà Venus, les paraules «venerar» i «venèria». | Generació titànica o Segona |
| Ares     | Mart     |        | Déu de la guerra, la força, la virilitat masculina i el vessament de sang. Protector de l’Olimp i dels exèrcits. Els seus símbols inclouen la llança, l’escut, la torxa, el porc senglar, la serp, el gos i el voltor. Fill de Zeus i Hera, era l’amant favorit d’Afrodita, que era la seva aliada en la guerra i sanadora. El seu nom romà, Mart, ens ha donat paraules com «marcial», el dimarts (dia de la setmana) i el mes de març. | Segona                      |
| Hermes   | Mercuri  |        | Missatger dels déus; déu del comerç i de la retòrica. Els seus símbols inclouen el caduceu (una vara entrellaçada amb dues serps), les sandàlies i el casc alats, la cigonya i la tortuga (el caparàs de la qual va utilitzar per inventar la lira). Fill de Zeus i de la nimfa Maia. És el segon olímpic més jove, només una mica més gran que Dionís. Es va casar amb Dríope, filla del rei Dríope, i el seu fill Pan es va convertir en el déu de la natura, senyor dels sàtirs, inventor de la flauta i company de Dionís. | Segona                      |
| Àrtemis  | Diana    |        | Deessa verge de la caça, la virginitat, el part, el tir amb arc i tots els animals. Els seus símbols inclouen la lluna, el cérvol, el gos de caça, l’ossa, la serp, el xiprer, l’arc i les fletxes. És la germana bessona d’Apol·lo i la filla gran de Zeus i Leto. | Segona                      |
| Hefest   | Vulcà    |        | Mestre ferrer i artesà dels déus; déu del foc i la forja. Els seus símbols inclouen el foc, l’enclusa, la destral, el ruc, el martell, les tenalles i la guatlla. Fill d’Hera, amb Zeus o sense. Després del seu naixement, els seus pares el van llençar fora del mont Olimp, i va caure a l’illa de Lemnos. Estava casat amb Afrodita, tot i que, a diferència de la majoria de marits divins, rarament va ser infidel. El seu nom llatí, Vulcà, ens ha donat la paraula «volcà». | Segona                      |
| Demèter  | Ceres    |        | Deessa de la fertilitat, l’agricultura, la natura i les estacions de l’any. Els seus símbols inclouen la rosella, el blat, la torxa i el porc. Filla mitjana de Cronos i Rea. El seu nom llatí, Ceres, ens ha donat la paraula «cereal». | Primera                     |

### Olímpics variables
Els olímpics variables o recurrents en diferents obres són: Hades, Hèstia, Dionís, Asclepi, Eros, Hebe, Hèracles, Pan i Persèfone.
| Nom grec  | Nom romà        | Imatge | Descripció | Generació            |
| --------- | --------------- | ------ | --- | -------------------- |
| Hades     | Plutó           |        | Déu de l'inframón, dels morts i de les riqueses de la terra (el nom «Plutó» es tradueix com «el ric»). Va néixer en la primera generació olímpica, però, com que resideix a l'inframón en lloc del mont Olimp, sovint no s’inclou entre els dotze olímpics. Va raptar Persèfone de la Terra i la va convertir en la seva esposa a l'inframón, tot i que la deixava sortir cada sis mesos per reunir-se amb la seva mare. | Primera              |
| Dionís    | Baco            |        | Déu del vi, de les celebracions i de l’èxtasi, i patró de l’art teatral. Els seus símbols inclouen la vinya, l’heura, la copa, el tigre, la pantera, el lleopard, el dofí i la cabra. Fill de Zeus i de Sèmele, una princesa mortal de Tebes. Es va casar amb Ariadna, princesa de Creta. És l'olímpic més jove i l'únic nascut d’una dona mortal. | Segona               |
| Hèstia    | Vesta           |        | Deessa de la llar, la vida domèstica i la família. Va néixer a la primera generació olímpica i inicialment va formar part dels dotze olímpics. Tanmateix, segons alguns relats, quan Dionís va arribar al mont Olimp, ella li va cedir el seu lloc per evitar discòrdies. Es diu que, quan els olímpics es preparaven per a la guerra, Hèstia era qui mantenia la seva unitat. Era l’única que no participava en les guerres. | Primera              |
| Asclepi   | Esculapi        |        | Déu de la medicina i la curació. Fill d’Apol·lo, personifica l’aspecte curatiu de les arts mèdiques, que va aprendre del seu pare. Les seves filles inclouen Iaso («medicina»), Panacea («remei»), Higiea («higiene»), Aceso («curació») i Aglaia («brillantor saludable»). | Tercera              |
| Eros      | Cupido          |        | Déu de l’amor sexual i la bellesa, venerat també com a deïtat de la fertilitat. Fill d’Afrodita i Ares, sovint se’l representa portant una lira o un arc i fletxes. Se l’associa amb dofins, roses i torxes. Estava casat amb la mortal Psique. | Primordial o Tercera |
| Hebe      | Juventas        |        | Filla de Zeus i Hera. Hebe era la copera dels déus i les deesses de l’Olimp, encarregada de servir-los nèctar i ambrosia, fins que es va casar amb Hèracles. | Segona               |
| Hèracles  | Hèrcules        |        | Un heroi diví (semidéu), fill de Zeus i Alcmena, fill adoptiu d’Amfitrió i besnét (i germanastre) de Perseu. Va ser el més gran dels herois grecs, exemple de masculinitat i defensor de l’ordre olímpic contra els monstres ctònics. Quan va morir, la seva part divina va ascendir a l’Olimp, on es va convertir en un déu. | Segona               |
| Pan       | Faune o Silvano |        | Déu de les estepes, els pastors i els ramats, així com de les muntanyes salvatges, la caça i la música rústica. A més, era company de les nimfes. | Tercera              |
| Persèfone | Prosèrpina      |        | Filla de Demèter i Zeus, deessa de la primavera. Va ser raptada per Hades i portada a l'inframón, on es va convertir en la reina. Demèter, deessa de l’agricultura, va maleir la terra perquè no donés fruits. Els homes, desesperats, es van queixar a Zeus, que va ordenar a Hades que tornés Persèfone. Però ella havia menjat fruita de l'inframón, fet que impedia que fos completament lliure. Finalment, Zeus i Hades van arribar a un acord: Persèfone podria sortir de l'inframón sis mesos a l’any per estar amb la seva mare. Quan Persèfone torna, Demèter s’alegra i fa florir els cultius (primavera/estiu); quan marxa, Demèter es deprimeix i els arbres perden les fulles (tardor/hivern). | Segona               |

## L'Olimp i les assemblees
Els Olímpics eren els principals déus del Panteó grec. Aquests, es reunien i/o vivien en el Mont Olimp (el més alt de tota Grècia) i d'aquí ve el seu nom: Olímpics, déus de l’Olimp. Allà, doncs, és on mantenien les seves assemblees.
“ L’alba amb vestit de safrà s’estenia per tota la terra.
Zeus amic del llamp, va dels déus l’assemblea sobre el capcer
més alt de l’Olimp de cims innombrables.”
Tal com es documenta a les fonts, especialment als escrits d’Homer (Ilíada i Odissea) i a la Teogonia d’Hesíode (segles VIII-VII aC), els dotze olímpics van assolir la seva supremacia a la Terra després que Zeus, juntament amb els seus germans Posidó i Hades, i els seus fills (que completen la resta del panteó), aconseguissin la victòria en la guerra contra els titans. Aquest conflicte, conegut com la Titanomàquia, va marcar un punt d’inflexió en la mitologia grega, consolidant la supremacia dels déus olímpics i establint l’ordre còsmic.
Així mateix, aquests tres germans van dividir-se el món; Zeus va quedar-se el cel, Posidó el mar i Hades l’inframon, i tots tres van decidir compartir la terra. Aquesta distribució no només reflectia la jerarquia entre els déus, sinó que també la necessitat d’un equilibri diví, ja que cada àmbit tenia el seu rol dins l’univers mitològic grec.
En aquest context, Zeus, com a líder del panteó, actuava com a mediador en disputes entre déus i humans, assumint el rol central com la divinitat en la resolució de conflictes. Així mateix, les assemblees que duien a terme, les quals eren reunions presidides per Zeus i Hera, es parlava sobre disputes o problemes tant divins com dels mortals, els humans. És a dir, que aquest domini sobre la terra estava molt present. Aquestes assemblees també tenien una funció ritual, reforçant així la jerarquia entre els déus i recordant la seva implicació en els afers humans.
Alhora, aquests es reunien per a moments especials, com ara festes o esdeveniments importants (per exemple les noces de Tetis i Peleu o la celebració de victòries militars) on s’unien no només per deliberar, sinó també per reafirmar la seva unitat com a panteó.